# Körsmyrsjön
Körsmyrsjön är en sjö i Bräcke kommun i Jämtland och ingår i Ljungans huvudavrinningsområde. Sjön har en area på 0,0839 kvadratkilometer och ligger 445,3 meter över havet. Sjön avvattnas av vattendraget Sännån.

## Delavrinningsområde
Körsmyrsjön ingår i det delavrinningsområde (695531-149169) som SMHI kallar för Utloppet av Hemsjön. Medelhöjden är 419 meter över havet och ytan är 35,16 kvadratkilometer. Det finns inga avrinningsområden uppströms utan avrinningsområdet är högsta punkten. Sännån som avvattnar avrinningsområdet har biflödesordning 3, vilket innebär att vattnet flödar genom totalt 3 vattendrag innan det når havet efter 184 kilometer. Avrinningsområdet består mestadels av skog (67 procent). Avrinningsområdet har 7 kvadratkilometer vattenytor vilket ger det en sjöprocent på 19,9 procent.